# 阿撒托斯
阿撒托斯（英語：Azathoth (short story)）是美国小说家霍华德·菲利普·洛夫克拉夫特所创造的克苏鲁神话中的一个可怕的存在，洛夫克拉夫特本人只在他发表于《诡丽幻谭》（Weird Tales）上的一个同名短篇小说裡提到过它，他逝世之后，才由别的作者进一步完善了它的形象。
關於阿撒托斯的一種説法是 阿撒托斯所造之物只在祂的夢中存在，阿撒托斯不知自己夢到了什麼，但小至細菌，大至星球，都不過是祂思想的一小塊倒影，當阿撒托斯甦醒之時，萬物將不復存在，僅餘阿撒托斯留存於世。
阿撒托斯是外神的领袖，它的别名是“盲目痴愚之神”（Blind Idiot God）、“原初混沌之源核”（Seething Nuclear Chaos）或“魔神之首”（Daemon Sultan），有时也被称为“万物之主”（Lord of All Things）。撒达·赫格拉（Xada-Hgla）是它的化身。
有一种说法宣稱阿撒托斯的形象的原型是現實世界中苏美尔教神话裡的魔神 阿扎格·托斯（Azag-Thoth）的形象，但这是不正确的。所谓的阿扎格·托斯的形象出自故事世界中的重要角色西蒙所著的《死灵之书》，而那本书只是建基於現實世界中苏美尔教神话和别的一些宗教的神话上的虚构的書籍而已。

## 故事世界中的阿撒托斯
阿撒托斯被描述为一个盲目的、愚痴的神。根據奧古斯特·德雷斯的設定，阿撒托斯因背叛古神（Elder Gods）而被剥夺了理智，並且被禁錮在宇宙之外的混沌中心；可是在洛夫克拉夫特的作品中阿撒托斯並非被古神奪走理智，而是本來就是一個知性都沒有的盲目痴愚之神，祂身處於宇宙以外的某個無法接近的地方、 置身於遙遠的宫殿之内，只是遵循本能的疯狂地敲打着无形的巨鼓、 吹着只会发出令人作呕的、单调的音色的长笛，身边伴随着同样愚蠢盲目的一眾終端神疯狂地嚎叫、 不斷地發出褻瀆的、不淨的言詞耳語。
洛夫克拉夫特將阿撒托斯描述為這樣一位無理智的宇宙支配者，以表達出自己作品中冷酷的、無目的性的、缺乏道德準則的宇宙主義恐怖風格，甚至有宇宙只不過是阿撒托斯所產生的自然現象之説。然而，儘管該説法在社群中十分流行，不過仍然受到一些愛好者的批駁，一些愛好者認為猶格·索托斯才是地位最高的神靈。
祂的形象为黑暗的、混沌的巨大不定形沸騰团块，作为祂的信使，奈亚拉托提普（Nyarlathotep）在宇宙中执行祂的命令、遵照祂的意志行事。
洛夫克拉夫特将阿撒托斯称为克苏鲁神话中的“核”（nuclear），虽然后来有些作者把“核”附会成“核能”，但其实洛夫克拉夫特只是想用这个词说明阿撒托斯的核心地位而已。

### 对阿撒托斯的崇拜
很少有人会崇拜阿撒托斯，因为那是彻头彻尾的疯狂之举。召唤阿撒托斯是可能的，但那一定会带来灾祸。以往在火星和木星旁的星球就被受召唤來的阿撒托斯所擊碎，形成了小行星帶。尽管有着这样的危险，但夏盖虫族（Insects from Shaggai）依然是阿撒托斯的狂热崇拜者:14。

## 化身
撒達·赫格拉（Xada-Hgla）是阿撒托斯的化身之一，被夏蓋蟲族崇拜。它的形象就像是一只巨大的變形蟲，一張長著綠色眼睛的人臉從體内向外窺視著。
夏蓋蟲族在夏蓋星（Shaggai）上建
建築了金字塔形的神殿，神殿中有極巨大的門，以供撒達·赫格拉進出。夏蓋星毁滅之後，奉獻给阿撒托斯的最後一座錐形神殿被建立在英格蘭的斷谷（Severn Valley）之中。

## 瑣事
阿撒托斯的形象的原型很可能是被創作於二十世紀初的奇幻題材小説系列《佩加纳诸神》系列中造創了萬物的神靈瑪納-尤德-蘇夏（MANA-YOOD-SUSHAI）的形象。在这个故事中，瑪納-尤德-蘇夏是一位造生了诸神但随后陷入了長久的睡眠的造物神，一名次级神无休止的敲击着鼓，以便催眠这位创世神不要醒来，如果祂停止敲鼓，那么瑪納-尤德-蘇夏就会苏醒，而世界及諸神都将不复存在。
这一说法是由洛夫克拉夫特学者罗伯特·M·普赖斯 (Robert M. Price)在他编著的克苏鲁神话选集《阿撒托斯轮回》一书中所提出的。他认为，瑪納-尤德-蘇夏这位由乐手相伴的长眠造物神的形象，很明显就是阿撒托斯的形象的原型。